# Antonio Hurtado Egea
Antonio Hurtado Egea (San Fernando, 1946 - San Fernando, 18-09-2015), más conocido por su nombre artístico Nono, es un ceramista y pintor andaluz. Profesor de la Escuela de Artes Aplicadas de Cádiz. Su obra se caracteriza por el rompimiento tradicional del cuadro y las formas esquemáticas de su figurativismo símbolo de la sexualidad y el placer del coito.Ha realizado diversas exposiciones individuales y tomado parte en importantes colectivas.
- Datos: Q5698655